# Duckeanthidium
Duckeanthidium is een geslacht van vliesvleugelige insecten van de familie Megachilidae.

## Soorten
- D. amazonense (Urban, 1995)
- D. atropos (Smith, 1853)
- D. cibele Urban, 1995
- D. paraense (Urban, 1995)
- D. rondonicola (Urban, 1995)
- D. tarapotoense Urban, 2004
- D. thielei Michener, 2002
- D. yurimaguasano (Urban, 2004)